# Johannes Riedl
Johannes „Hannes“ Riedl (* 2. Januar 1950 in Pirmasens; † 19. August 2010 ebenda) war ein deutscher Fußballspieler. Der B-Nationalspieler entstammte ursprünglich den Reihen des FK Pirmasens. Anschließend spielte er in der Bundesliga bei zahlreichen Vereinen, wobei seine Zeit beim 1. FC Kaiserslautern von 1974 bis 1981 als seine herausragende Zeit gilt. Dort wurde er vornehmlich als Mittelfeldspieler eingesetzt und als „Laufwunder“ tituliert.

## Laufbahn

### Jugend, bis 1968
Riedl begann seine Karriere beim FK Pirmasens. Der schnelle und bewegliche Flügelspieler debütierte am 4. Februar 1968 in der deutschen Jugend-Fußballnationalmannschaft beim Qualifikationsspiel für das UEFA-Juniorenturnier in Heilbronn gegen Spanien. Beim 1:0-Erfolg bildete er zusammen mit Winfried Schäfer den linken Flügel, an der rechten Seite stürmten Reiner Geye und Hans-Josef Kapellmann. Beim UEFA-Turnier in Frankreich kam er in den Gruppenspielen gegen Italien (2:0), Jugoslawien (0:1) und die Tschechoslowakei (1:3) zum Einsatz. Beim FKP konnte er in der Rückrunde 1967/68 bereits in der Ligamannschaft in der Fußball-Regionalliga Südwest sein Können in acht Spielen mit einem Treffer an der Seite von Peter Jann, Robert Jung, Hugo Dausmann und Dieter Weinkauff unter Beweis stellen. Zur Runde 1968/69 bekam er von dem Bundesligisten MSV Duisburg ein Angebot und wechselte daraufhin an den Niederrhein.

### Bundesliga, 1968 bis 1984
Bei den „Zebras“ hatte 1968 Robert Gebhardt Trainer Gyula Lóránt abgelöst und im Spielerkader waren die Verluste von Heinz van Haaren (Schalke 04), Horst Wild (Karlsruher SC) und Erwin Kostedde (Standard Lüttich) auszugleichen. Der Jugendnationalstürmer debütierte sofort beim Rundenstart, den 17. August 1968, beim 1:0-Heimsieg gegen Schalke 04 im heimischen Wedaustadion auf Linksaußen in der Fußball-Bundesliga. Er kam neben den etablierten MSV-Größen Manfred Manglitz, Michael Bella, Willibert Kremer, Detlef Pirsig und Horst Gecks auf 23 Ligaspiele und erzielte dabei zwei Tore. Neben Riedl setzten sich noch die zwei weiteren Neuzugänge Helmut Huttary (33, 1) und Anton Burghardt (28, 0) an der Wedau durch.
Zwischen 1968 und 1985 bestritt er insgesamt 441 Bundesligaspiele für den MSV Duisburg (1968–1972), Hertha BSC (1972–1974), den 1. FC Kaiserslautern (1974–1981), Arminia Bielefeld (1981–1983) und Kickers Offenbach (1983/84) und erzielte dabei 49 Treffer. In seiner Zeit beim 1. FC Kaiserslautern wurde er am 22. Februar 1977 beim Länderspiel in Orleans gegen Frankreich (0:1) in die deutsche B-Nationalmannschaft berufen. Er war zwischenzeitlich vom Flügelflitzer zum laufstarken Mittelfeldspieler umgeschult worden. Sein letztes Bundesligaspiel datiert vom 13. März 1984, als er mit Kickers Offenbach bei Bayern München mit 0:9 Toren eine hohe Niederlage erfuhr. Danach zog es ihn wieder in den Südwesten zurück.

### Karriereausklang
Seine Spielerlaufbahn ließ er nach 1985 beim SV Edenkoben in der Oberliga Südwest ausklingen. Während der Saison 1989/90 übernahm er das Traineramt von Hans-Günter Neues, wurde mit Edenkoben Meister der Oberliga Südwest und nahm an den Aufstiegsspielen für die 2. Bundesliga teil.
Er ist der Vater des Bundesligaspielers Thomas Riedl, der ebenfalls beim 1. FC Kaiserslautern spielte. Ab April 1996 war Johannes Riedl Fanbeauftragter des 1. FC Kaiserslautern. Am 19. August 2010 verstarb er im Alter von 60 Jahren.

## Wettbewerbsübersicht
| Bundesliga   | Bundesliga   | 441 | Spiele | 49 | Tore |
| Regionalliga | Regionalliga | 8   | Spiele | 1  | Tore |
| DFB-Pokal    | DFB-Pokal    | 40  | Spiele | 7  | Tore |
| Europapokal  | Europapokal  | 11  | Spiele | 2  | Tore |
| B-Team       | B-Team       | 1   | Spiele | 0  | Tore |